# Philippe Néricault Destouches
Philippe Néricault Destouches, noto semplicemente come Destouches (Tours, 9 aprile 1680 – Parigi, 4 luglio 1754), è stato un commediografo francese.

## Biografia
Scrisse innumerevoli e mediocri commedie di carattere, a sfondo moraleggiante e pedagogico: L'irresoluto (L'irrésolu, 1713), Il filosofo maritato (Le philosophe marié, 1727), Il vanitoso (Le glorieux, 1732).
Dal 1723 al 1754 occupò il seggio 6 dell'Académie française.

## Opere scelte
- Le Curieux impertinent (1710)
- L'Ingrat (1712)
- L'Irrésolu (1713)
- Le Médisant (1715)
- Le Jaloux (1716)
- Le Philosophe marié (1727)
- Le Glorieux (1732)
- Le Dissipateur (1736)
- La Fausse Agnès (1736)
- L'Ambitieux et l'indiscrète (1737)
- L'Amour usé (1741)
- Les Amours de Ragonde (1742)